# Myzinum quinquecinctum
Myzinum quinquecinctum  (лат.) — вид ос рода Myzinum из семейства Tiphiidae подотряда жалоносных (Apocrita) перепончатокрылых насекомых (Hymenoptera). Северная Америка: Канада, США, Мексика. Длина самцов 17—21 мм, самок — 16—22 мм. Окраска чёрная с жёлтыми отметинами на теле. Паразитоиды личинок пластинчатоусых жуков рода Phyllophaga из семейства Scarabaeidae.  Среди паразитов самой осы отмечены осы-немки Dasymutilla quadriguttata (Say) (также известной как младший синоним вида Dasymutilla permista Mickel in Krombein 1979) (Mutillidae) и мухи-жужжала Villa fulvohirta (Wied.) (Bombyliidae) (Krombein 1979).